# District de Jhapa
Le district de Jhapa (en népalais : झापा जिल्ला) est l'un des 77 districts du Népal. Il est rattaché à la province de Koshi. La population du district s'élevait à 808 324 habitants en 2011.

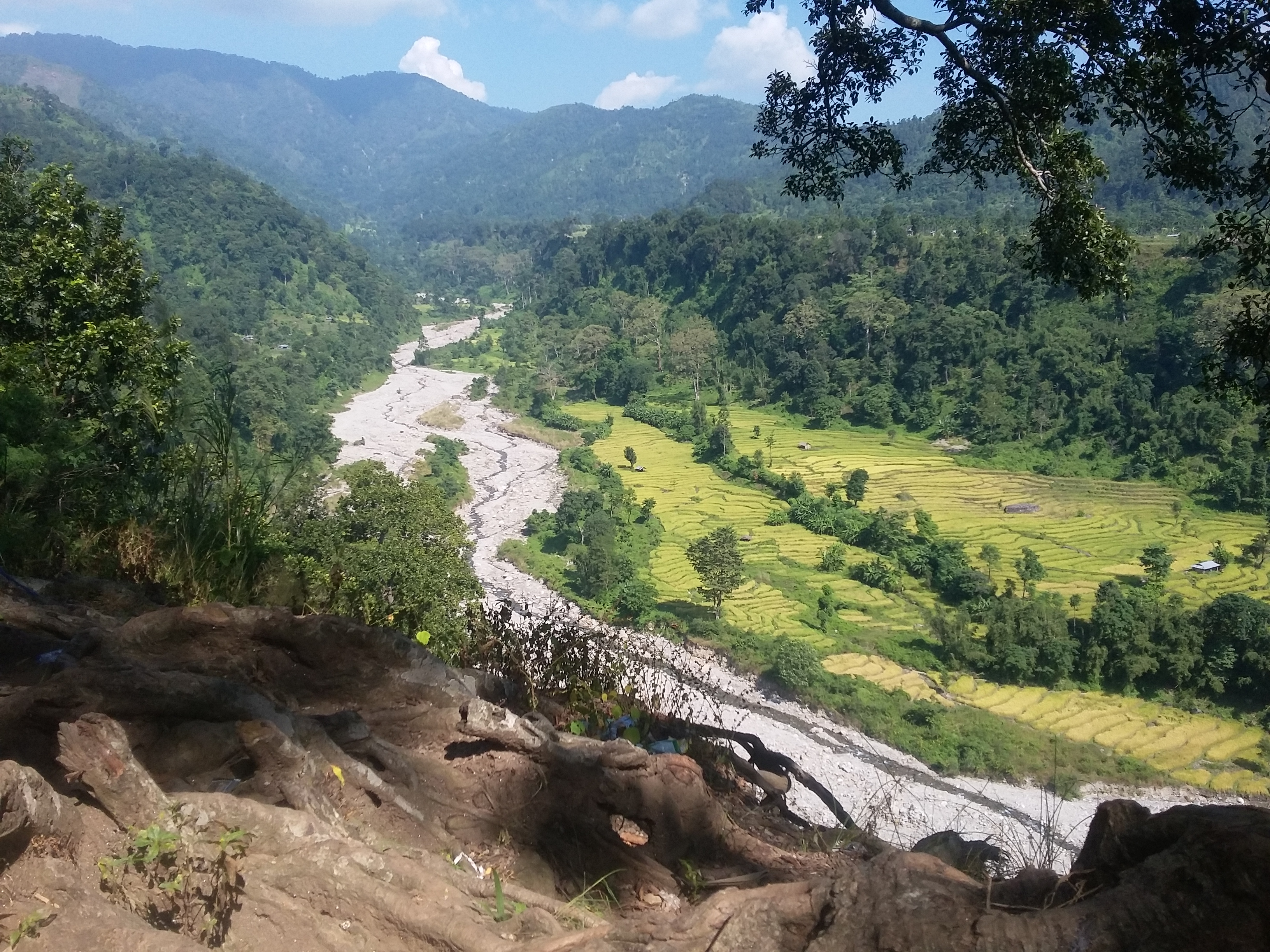
Vue sur les collines et Terai dans le district de Jhapa

## Histoire
Il faisait partie de la zone de Mechi et de la région de développement Est jusqu'à la réorganisation administrative de 2015 où ces entités ont disparu.

## Subdivisions administratives
Le district de Jhapa est subdivisé en 15 unités de niveau inférieur, dont 8 municipalités et 7 gaunpalikas ou municipalités rurales.
| #  | Nom           | Nom en népalais | Type         | Population (2011) | Superficie (km2) |
| -- | ------------- | --------------- | ------------ | ----------------- | ---------------- |
| 1  | Mechinagar    | मेचीनगर           | municipalité | 111 797           | 192,85           |
| 2  | Damak         | दमक             | municipalité | 75 102            | 70,86            |
| 3  | Kankai        | कन्काई            | municipalité | 40 141            | 80,98            |
| 4  | Bhadrapur     | भद्रपुर           | municipalité | 65 543            | 96,35            |
| 5  | Arjundhara    | अर्जुनधारा          | municipalité | 60 204            | 109,86           |
| 6  | Shivshatakshi | शिवशताक्षी          | municipalité | 64 596            | 145,87           |
| 7  | Gouradah      | गौरादह            | municipalité | 53 033            | 149,86           |
| 8  | Virtamod      | विर्तामोड           | municipalité | 81 878            | 78,24            |
| 9  | Kamal         | कमल             | gaunpalika   | 44 365            | 104,57           |
| 10 | Gauriganj     | गौरीगंज            | gaunpalika   | 33 038            | 101,35           |
| 11 | Barhadashi    | बाह्रदशी           | gaunpalika   | 33 653            | 88,44            |
| 12 | Jhapa         | झापा              | gaunpalika   | 34 601            | 94,12            |
| 13 | Buddhashanti  | बुद्धशान्ति          | gaunpalika   | 41 615            | 79,78            |
| 14 | Haldiwari     | हल्दिवारी           | gaunpalika   | 29 223            | 117,34           |
| 15 | Kachankawal   | कचनकवल          | gaunpalika   | 39 535            | 109,45           |

## Assemblée constituante de 2008
Pour l'élection de l'Assemblée constituante, le 10 avril 2008, dans le cadre du scrutin uninominal majoritaire à un tour, le district de Jhapa est divisé en sept circonscriptions électorales. Les députés élus dans le district sont :
| Circons- cription | Député                  | Parti                                                 |
| ----------------- | ----------------------- | ----------------------------------------------------- |
| 1re               | Dharma Prasad Ghimire   | Parti communiste du Népal (maoïste)                   |
| 2e                | Gaur Shankar Khadka     | Parti communiste du Népal (maoïste)                   |
| 3e                | Purna Prasad Rajbansi   | Parti communiste du Népal (maoïste)                   |
| 4e                | Dharma Sila Chapagain   | Parti communiste du Népal (maoïste)                   |
| 5e                | Keshav Kumar Budhathoki | Congrès népalais                                      |
| 6e                | Dipak Karki             | Parti communiste du Népal (marxiste-léniniste unifié) |
| 7e                | Bishwodip Lingden Limbu | Parti communiste du Népal (maoïste)                   |